# Ambrose Swasey
Ambrose Swasey (Exeter, 19 de dezembro de 1846 — Exeter, 15 de junho de 1937) foi um engenheiro mecânico, inventor, empreendedor, administrador, astrônomo e filantropista norte-americano. Com Worcester Reed Warner foi co-fundador da Warner & Swasey Company.
A Biblioteca Ambrose Swasey, que preserva diversos papiros e unciais religiosos e históricos foi nomeada em sua homenagem. O "Observatório Warner and Swasey" da Case Western Reserve University foi fundado com doações de Swasey e Warner.
Morreu em Exeter. A companhia que fundou continuou até 1980, quando foi adquirida pela Bendix Corporation, atualmente parte do conglomerado Honeywell.